# 인도계 미국인
인도계 미국인(Indian American, Indo-Americans)은 인도에 기원을 둔 미국인들을 지칭하는 말이다. 아메리칸 인디언과 구별하여 아시안 인디언(Asian Indian)이라고도 부른다.

## 같이 보기
- 인도인
- 아시아계 미국인
- 네팔계 미국인
- 방글라데시계 미국인
- 스리랑카계 미국인
- 파키스탄계 미국인